# Réservoir aux Outardes 4
Réservoir aux Outardes 4 är en sjö i Kanada.   Den ligger i provinsen Québec, i den östra delen av landet, 700 km nordost om huvudstaden Ottawa. Réservoir aux Outardes 4 ligger 346 meter över havet.
Trakten runt Réservoir aux Outardes 4 är nära nog obefolkad, med mindre än två invånare per kvadratkilometer.